# Ãe (digramme)
Cette page contient des caractères spéciaux ou non latins. S’ils s’affichent mal (▯, ?, etc.), consultez la page d’aide Unicode.
Ãe (minuscule ãe) est un digramme de l'alphabet latin composé d'un A tilde (Ã) et d'un E.

## Linguistique
- En portugais le digramme « ãe » représente généralement [ɐ̃ĩ̯].Comme João (Prénom), Portão (Portail), Cão (Chien) etc.

## Représentation informatique
Comme pour la majorité des digrammes, il n'existe aucun encodage de « ãe » sous la forme d'un seul signe. Il est toujours réalisé en accolant les lettres Ã et E,.